# الحياضي (يريم)

تعديل مصدري - تعديل

الحياضي هي إحدى قرى عزلة خودان بمديرية يريم التابعة لمحافظة إب، بلغ تعداد سكانها 1088 نسمة حسب تعداد اليمن لعام 2004.